# ルシアーノ・フィゲロア
ルシアーノ・ガブリエル・フィゲロア・エレーラ（Luciano Gabriel Figueroa Herrera, 1981年5月19日 - ）は、アルゼンチン・サンタフェ州ロサリオ出身の元同国代表サッカー選手、サッカー指導者。現役時代のポジションはフォワード。

## 経歴
地元の名門CAロサリオ・セントラルで2001年にキャリアをスタート。同期のセサル・デルガドとのコンビでスタメンに定着、2003年後期リーグでは得点王に輝く。2003年にイングランド・プレミアリーグのバーミンガム・シティFCへ移籍。このときスペインのCAオサスナとの二重契約が発覚するが、無事にバーミンガムへの移籍が成立した。しかし出場は1試合のみに終わり冬には契約解除となった。
その後メキシコのクルス・アスルへと移籍。デルガドと再会すると、33試合で21得点を記録。またこの頃アルゼンチン代表に招集され始める。
2004年秋にスペインのビジャレアルCFに移籍。多くのアルゼンチン人が在籍していたこともあり早々と適応した。2005-06シーズンはクラブ初出場となったUEFAチャンピオンズリーグの予選第3戦エヴァートンFC戦で先制点を決め、クラブ史に残るゴールとなった。その一方で出場機会は減少、2006年ドイツW杯の代表メンバーに入るため母国のCAリーベル・プレートへと活躍の場を求めてレンタル移籍した。3年ぶりの後期リーグでは7試合で3得点と調子も良かったが、左膝の十字靱帯を負傷する大怪我を負いW杯出場は絶望となった。
2006年8月、イタリアのジェノアCFCに移籍。怪我の影響が長引き、2006-07シーズンは試合出場ゼロに終わった。2008年9月29日、マルティン・パレルモが大怪我を負ったため限定的に補強が許されたボカ・ジュニアーズへとレンタル移籍した。11月23日のCAサンマルティン・トゥクマン戦で初ゴールを決めた。ボカでは期待以上の活躍を見せたが、ボカ側が完全移籍に必要な150万ユーロが払えず、ジェノアに復帰することとなった。
ジェノアではUEFAヨーロッパリーグで2ゴールを上げる活躍を見せるものの、出場機会を得るには至らず、2010年1月にデビュークラブであるCAロサリオ・セントラルに復帰した。
2011年にはエクアドルのCSエメレクに移籍。2013年にはギリシャのパナシナイコスFCに移籍。2014年にマレーシアのジョホール・ダルル・タクジムFCに移籍し、2015年限りで現役を引退した。2017年からはクラブのアンバサダーを務める。同年11月20日、選手として復帰することが発表された。2018年、ジョホール・ダルル・タクジムの監督に就任した。

## タイトル

### クラブ
ボカ・ジュニアーズ
- プリメーラ・ディビシオン : 2008-09A

ジョホール・ダルル・タクジム
- マレーシア・スーパーリーグ : 2014, 2015, 2018
- マレーシア・スーパーカップ : 2015, 2018
- AFCカップ : 2015

### 代表
アルゼンチン
- オリンピックサッカー : 2004

### 個人
- プリメーラ・ディビシオン得点王 : 2002-03C